# Virginia Galilei
Virginia Galilei (Padova, 13 agosto 1600 – Arcetri, 2 aprile 1634) è stata una religiosa italiana.

## Biografia
Nacque dalla relazione di Galileo Galilei con una donna veneziana, Marina Gamba, che mise poi al mondo un'altra figlia di Galileo, Livia, e un figlio, Vincenzio. Ad oggi è certo che la Gamba non vivesse nella casa di Galileo in via Vignali fino alla nascita del terzogenito.
Fu lo stesso Galileo a fare l'oroscopo alla figlia: «laborum et molestarum patientem, solitariam, taciturnam, parcam, propri comodi studiosam, zelopitam».
Virginia fu portata a Firenze dalla madre di Galileo, Giulia Ammannati; Galileo la raggiunse più tardi, nel 1610, quando si trasferì a Firenze come "matematico del Granduca". Non potendo o non volendo prendersi direttamente cura delle due figlie, Galileo ottenne nel 1613, grazie all'interessamento del Cardinale Francesco Maria Del Monte, che Virginia fosse accolta nel Convento delle clarisse di San Matteo in Arcetri, dove il 4 ottobre 1616, appena sedicenne, prese i voti come monaca di clausura con il nome di suor Maria Celeste: lì condusse tutta la sua breve esistenza.
Fino al 1632 Galileo viveva nella Villa Il Gioiello a Arcetri, dunque vicinissimo alle figlie. Il convento era poverissimo, le monache avevano a malapena di che sfamarsi, lo stesso spazio era ristrettissimo: ma tutto questo non intaccò mai la serenità e la fede con cui Virginia visse la propria esistenza, né il profondo affetto verso il padre. Alla figlia primogenita Galileo restò estremamente legato fino alla morte della giovane, avvenuta nel 1634.

## Epistolario
Di Virginia rimangono 124 lettere scritte al padre e da questi gelosamente conservate (in una di esse Virginia si dice commossa che il padre conservi le sue lettere); la prima è del 1623, l'ultima del dicembre 1633, quando Galileo rientrò da Siena per scontare gli arresti domiciliari inflittigli dal Sant'Uffizio al termine del noto processo. Galileo viveva all'epoca nella Villa "Il Gioiello", a poche decine di metri dal Convento dove si trovava la figlia: venne dunque meno l'esigenza di un rapporto epistolare. Di contro, non ci è pervenuta nessuna lettera scritta da Galileo alla figlia, probabilmente perché, alla morte di lei, le lettere furono distrutte essendo pur sempre di un sospettato di eresia.
Virginia scrive pagine piene di toccanti parole di amore per il padre, e in particolare di forte sostegno in occasione del processo a Roma, e ci fanno intravedere una giovane donna, che, pur dalla sua clausura, si adopera per aiutare, in cose pratiche come la ricerca di una casa, il celebre scienziato: la stessa Villa Il Gioiello fu segnalata a Galileo appunto dalla figlia.
Nella prima lettera suor Maria Celeste ringrazia il padre perché le ha inviato in visione riservata addirittura la lettera che egli ha ricevuto dal nuovo Papa, Urbano VIII. In altre troviamo accenni ad aspetti umanissimi, ad esempio apprendiamo dell'invio di frutta candita (di cui Galileo pare fosse particolarmente ghiotto), la raccomandazione filiale di andarci piano con il vino (raccomandazione di cui non sempre Galileo teneva conto), e apprendiamo anche che Galileo aveva personalmente riparato l'orologio del convento.
Le lettere sono contenute nell'epistolario completo di Galileo pubblicato ad opera di Antonio Favaro.

## Omaggi
- La Via Suor Maria Celeste a Firenze è intitolata a lei.
- Alla sua figura è dedicato un racconto de L'uovo di Gertrudina di Laura Pariani.
- Il cratere venusiano Maria Celeste è dedicato in suo onore.